# Friedhof IV der Gemeinde Jerusalems- und Neue Kirche

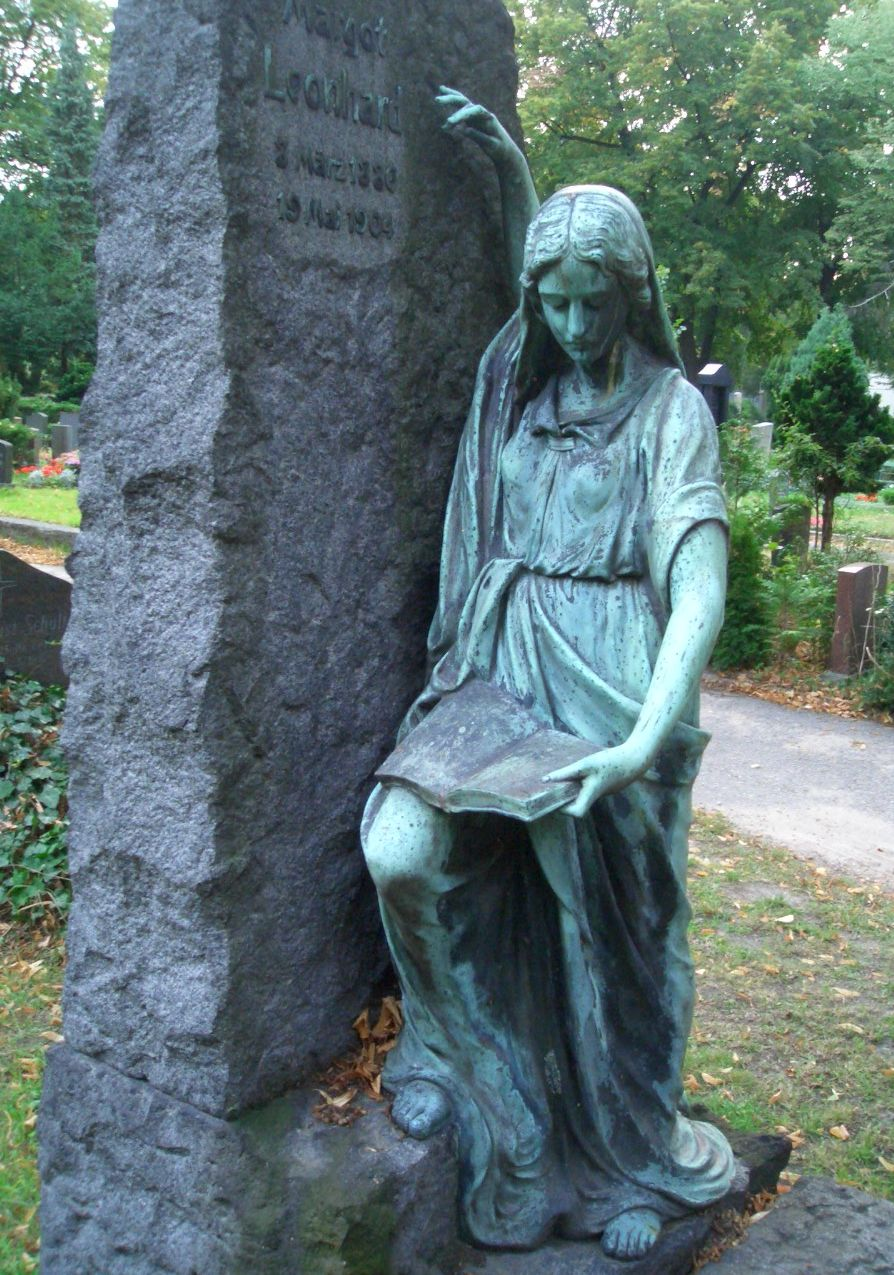
Grab der jungverstorbenen Margot Leonhardt (1886–1904), felsenförmige Stele

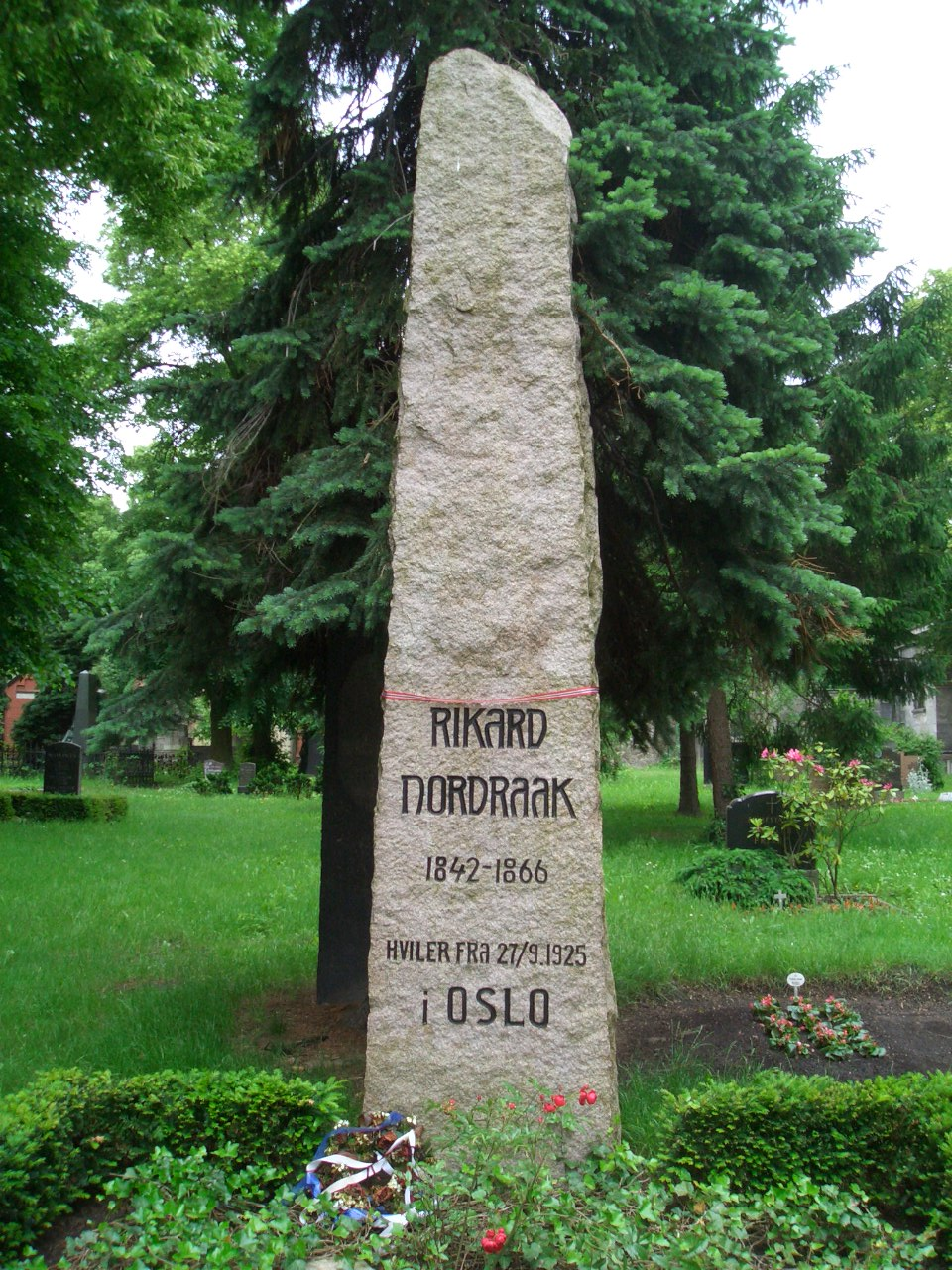
Rikard Nordraaks erstes Grab in Berlin

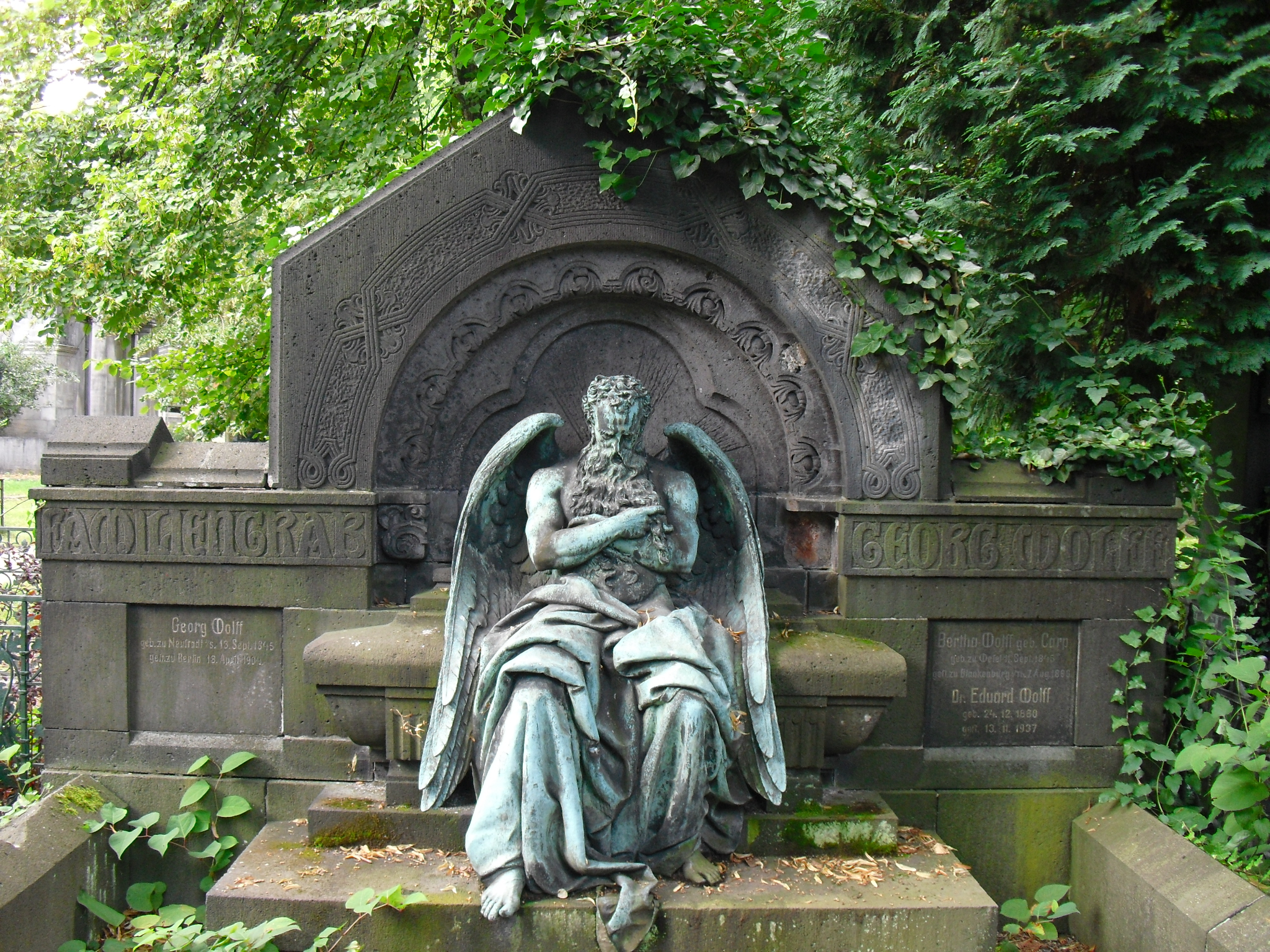
Grab Georg Wolff (1845–1904), Kaufmann, mit schlafendem Chronos von Hans Latt

Der Friedhof IV der Jerusalems- und Neuen Kirche befindet sich an der Bergmannstraße in Berlin-Kreuzberg. Er wurde am 2. Juni 1852 eingeweiht und hat eine Fläche von 30.771 m².

## Lage
Seine Begrenzung nach Osten bildet der Luisenstädtische Friedhof, nach Westen der Friedrichswerdersche Friedhof. Zusammen mit diesen und dem Dreifaltigkeitskirchhof II gehört er zum Komplex der Friedhöfe an der Bergmannstraße, die vor einigen Jahrzehnten durch Durchbrüche miteinander verbunden wurden. Die neoromanische Friedhofskapelle stammt von Louis Arnd (1846–1906). Auch auf diesem Friedhof befinden sich etliche luxuriöse Grabstätten, mit denen sich heute beinahe vergessene Erblasser unübersehbar in Erinnerung halten wollten.
Die Friedhöfe I, II und III der Jerusalems- und Neuen Kirche gehören zum Komplex Friedhöfe vor dem Halleschen Tor, Friedhof V liegt an der Hermannstraße.

## Geschichte
Als die Gemeinde der Jerusalemskirche, die mit 1366 Plätzen zu den größten in Berlin gehört hatte, infolge der Citybildung um 1900 immer mehr Mitglieder verlor, wurde sie mit der Gemeinde der Neuen Kirche zusammengelegt und benutzte nur noch deren Kirchgebäude neben dem Deutscher Dom genannten Schmuckturm. Das Gebäude der verwaisten Jerusalemskirche ging in den Besitz der Reichsregierung über, die es 1943 an den rumänischen Staat verkaufte. Dieser stellte es der griechisch-orthodoxen Kirche zur Verfügung. An der den Heiligen Erzengeln Michael und Gabriel geweihten Kirche waren bereits entsprechende Umgestaltungen durchgeführt, als ein Bombenangriff am 3. Februar 1945 das Gebäude schwer zerstörte. Nach jahrelangen Verhandlungen mit dem inzwischen kommunistischen Rumänien wurde die Ruine 1961 zugunsten des Durchbruchs der Oranien- in die Kochstraße gesprengt und abgeräumt. In der Nähe steht seit 1966 das Axel-Springer-Hochhaus an der Axel-Springer-Straße. Der ehemalige Standort der Kirche ist im Boden kenntlich gemacht. Weil die im Krieg beschädigte Neue Kirche am Gendarmenmarkt in Ost-Berlin lag und zunächst nicht wiederaufgebaut wurde, entstand 1968 ein Neubau in der Kreuzberger Lindenstraße.
Durch den Bau der Berliner Mauer 1961 konnten viele in Ost-Berlin lebende Gemeindemitglieder die hier genannten Friedhöfe nicht mehr besuchen.
Insgesamt liegen auf diesem Friedhof auf einer geschlossenen Kriegsgräberstätte 123 Opfer von Krieg und Gewaltherrschaft.

## Gräber bekannter Persönlichkeiten
(*) = Ehrengrab des Landes Berlin
- Carl Aschinger, Berliner Gastronom, Gründer der Aschingers AG
- Ernst Balcke (1887–1912), Autor und Dichter, bester Freund Georg Heyms, der mit ihm in der Havel ertrank.
- Charlotte Birch-Pfeiffer (1800–1868), Schriftstellerin und Hofschauspielerin
- Karl Fichert (1902–1982), „Spitze-Karle“, Musiklehrer und Alleinunterhalter, Berliner Original
- Maximilian Fretter-Pico (1892–1984), Militär, General der Infanterie
- Rolf Habild (1904–1970), preußischer Landrat
- Michael Hansen (1946–2011), Kabarettist und Schlagersänger
- Albert Hertel (1843–1912), Maler
- Hermann von der Hude (1830–1908), Architekt (z. B. „Deutscher Dom“ am Gendarmenmarkt, Kunsthalle Hamburg)
- Franz Jaffé (1855–1934), Architekt und Maler (unter anderem künstlerische Verantwortung für die Pavillons des Deutschen Reiches auf drei Weltausstellungen)
- Joseph Kaffsack (1850–1890), Bildhauer
- Karl Kehrbach (1846–1905), Pädagoge und Herausgeber
- Paul Kirmß (1850–1940), Pastor, Verfasser der Geschichte der Neuen Kirche 1708–1908
- Max Krause, Papierfabrikant (das Scheinmausoleum wurde 1907 von Bruno Schmitz und Franz Metzner erbaut und gilt als das imponierendste Erbbegräbnis des Jugendstils im Berliner Raum)
- Rikard Nordraak (1842–1866), Komponist der norwegischen Nationalhymne. 1925 wurde seine sterbliche Hülle in einem Staatsakt auf den Vår Frelsers Gravlund überführt, der 4,5 Meter hohe Findling blieb da und erinnert an den frühverstorbenen Studenten der Friedrich-Wilhelms-Universität
- Wilhelm Riehmer (1830–1901), Maurermeister (Riehmers Hofgarten)
- Arthur Rohmer (1830–1898), Architekt
- Fritz Schaper (*) (1841–1919), Bildhauer, zusammen mit seinem Sohn Wolfgang Schaper (1895–1930), Maler und Bildhauer, in einem Erbbegräbnis
- Kurd von Schlözer (*) (1822–1894), Historiker, Diplomat, verhandelte mit dem Vatikan über das Ende des Kulturkampfes; Grabstätte gestaltet von Bernhard Sehring
- Erich Schmidt (*) (1853–1913), Germanist und Goethe-Forscher
- Werner Schroeter (1945–2010), Film-, Opern- und Theaterregisseur (auf der Grabstaette seit 2015 auch der Grabstein für Magdalena Montezuma)
- Georg Schwechten (1827–1902), Klavierfabrikant
- Rudolf Thiel (1894–1967), Ophthalmologe
- Albert Voß (1837–1906), Prähistoriker, Direktor der Königlichen Museen für Völkerkunde und Volkskunde
- Felix Wahnschaffe (1851–1914), Geologe, Vorsitzender der Deutschen Geologischen Gesellschaft
- Max Weber senior (1836–1897), Jurist, liberaler Reichstagsabgeordneter, Vater der Soziologen Max Weber und Alfred Weber
- Carl Friedrich Weitzmann (1808–1880), Musiktheoretiker
- Georg Wolff (1845–1904), Kaufmann (monumentale Bronzeskulptur des schlafenden Chronos von Hans Latt)